# Gałęziówka

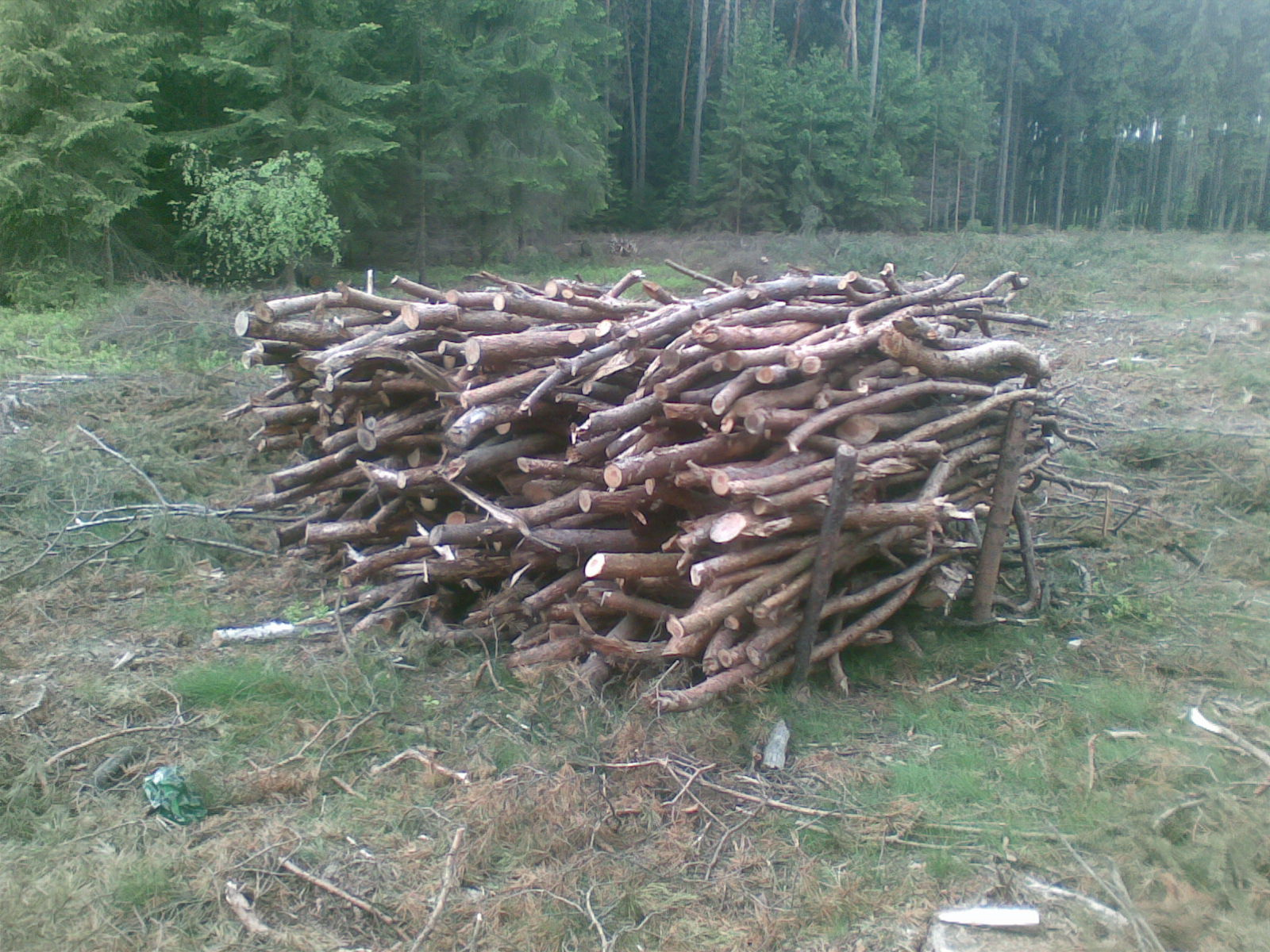
Gałęziówka

Gałęziówka – drobne drewno, odpad pozyskiwany podczas ścinki drzew, wykorzystywany jako opał.
Najczęściej są to gałęzie o grubości do 7 cm w korze i 5 cm bez kory.
Gałęziówka po pocięciu na odpowiednią długość, staje się drewnem opałowym.